# Хрестики-нулики (серіал)
Хрестики-нулики, або Хрести і Нулі (англ. Noughts + Crosses) — британський телесеріал-антиутопія за мотивами першої книги англійської письменниці Мелорі Блекмен із однойменної її серії романів та новел.
Прем'єра відбулася на телеканалі BBC One 5 березня 2020 року.
Сюжет серіалу — це алюзія як на притаманну у середині ХХ століття політику США щодо афроамериканців, за якою ті піддавалися різним соціальним перепонам, які включали роздільне навчання і виховання, розмежування посадкових зон в громадському транспорті і т. д., так і на режим апартеїду в ПАР.

## Сюжет
Дія відбувається у сучасному Альбіоні, який за альтернативною історією був колонізований країнами Африки за 700 років до зображуваних подій у серіалі. Африканська імперія, що виникла у результаті злиття африканських країн, ставши наймогутнішою у світі — колонізувала і взяла під контроль практично усю Європу. Панівною расою світу стали чорношкірі.
Альбіон (зі столицею в Лондоні) знаходиться хоч і під прямим керівництвом імперії, але у формі самоврядної територіальної одиниці на чолі з призначеним прем'єр-міністром. Суспільство Альбіону сегреговано за расовими ознаками: Хрести (англ. Crosses) — панівна раса, яка має усі привілеї, а Нулі (англ. Noughts) — обмежені у своїх правах і дискриміновані; фактично і юридично відокремлені від них.

## Ролі
- Джек Роуен у ролі Каллума Мак-Грегора — головного героя, належного до Нулів.
- Масалі Бадуза у ролі Персефони Хедлі — головної героїні, належної до Хрестів.
- Гелен Бексендейл у ролі Меггі Мак-Грегор — матері Каллума.
- Петерсон Джозеф у ролі Камала Хедлі — батька Персефони.

## Епізоди
| № | Назва                      | Режисер       | Автор сценарію  | Дата показу     | Глядачі |
| - | -------------------------- | ------------- | --------------- | --------------- | ------- |
| 1 | «Пілотна серія (Епізод 1)» | Джуліан Холмс | Лідія Адетунджі | 5 березня 2020  | N/A     |
| 2 | «Епізод 2»                 | Джуліан Холмс | Лідія Адетунджі | 12 березня 2020 | N/A     |
| 3 | «Епізод 3»                 | Джуліан Холмс | Лідія Адетунджі | 19 березня 2020 | N/A     |
| 4 | «Епізод 4»                 | Кобі Адом     | Натанієль Прайс | 26 березня 2020 | N/A     |
| 5 | «Епізод 5»                 | Кобі Адом     | Натанієль Прайс | 2 квітня 2020   | N/A     |
| 6 | «Епізод 6»                 | Кобі Адом     | Рейчел Де-Лахай | 9 квітня 2020   | N/A     |

## Критика та відгуки
Через висвітлення у телесеріалі так званого «зворотного расизму» і показу альтернативного світу з панівним становищем африканців, телесеріал отримав схвальні відгуки, а також 4 з 5 можливих зірок від провідного колумніста британської газети The Guardian Джоша Лі.